# Patrik Vizes
Patrik Vizes (* 13. Januar 1994 in Eger) ist ein ungarischer Handballspieler. Der Rückraumspieler gehört der Ungarischen Beachhandball-Nationalmannschaft der Männer an, wo er als Specialist agiert.
Vizes besuchte die Handballschule in Veszprém und studiert Sportevent-Management.

## Hallenhandball
Vizes begann seine Karriere 2007/08 bei Eger Eszterházy SZSE. 2008 wechselte er zum Spitzenverein KC Veszprém, der in der Zeit in jedem Jahr Meister wurde, 2013 zu Provident Junior Válogatott (einer Mannschaft des ungarischen Verbandes mit talentierten Nachwuchsspielern), 2014 zu Dabas KK, 2017 zu Külföld und 2019 zu Cegléd KKSE. Seine ersten Drittligaspiele bei den Männern bestritt er in der Saison 2010/11. In der folgenden Saison bestritt er für die zweite Mannschaft des KC Veszprém seine ersten Spiele in der zweiten Liga Ungarns, 2013/14 seine einzigen 18 Spiele in der höchsten Liga. Nach 18 Erst-, 117 Zweit- und vier Drittligaspielen sowie drei Landes- und einem Ligapokalspiel wechselte 2017 für zwei Jahre zum Nationalliga-B-Verein TV Möhlin in die Schweiz. Dort war er der beste Scorer der Liga. Anschließend ging er für kurze Zeit nach Australien zum dortigen Spitzenverein Sydney University HC. Mit Sydney spielte er beim Super Globe in Dammam und war dort eine der spielerischen Stützen seines Teams gegen im Schnitt überlegene Mannschaften aus Europa. In der durch die COVID-19-Pandemie beeinträchtigten Saison 2019/20 kam er zurück in Ungarn für Ceglédi KKSE in sieben Spielen in der zweiten Liga sowie zwei im Landespokal und eines im Ligapokal zum Einsatz.
Vizes war ungarischer Juniorennationalspieler uns stand im Aufgebot der Junioren-Europameisterschaften 2014 in Linz, wo er mit Ungarn den neunten Platz belegte.

## Beachhandball
Vizes hatte zunächst Erfolge mit den Jugend- und Junioren-Nationalmannschaften. 2012 gewann er mit Ungarn bei den Jugend-Europameisterschaften in Batumi die Bronzemedaille, ein Jahr später bei den Junioreneuropameisterschaften 2013 in Randers, Dänemark, gewann er mit seiner Mannschaft den Titel.
Im direkten Anschluss gehörte Vizes erstmals bei Europameisterschaften 2013 an selber Stelle auch dem ungarischen A-Nationalkader im Rahmen einer internationalen Meisterschaft an. Nach einem zunächst sehr erfolgreich verlaufenden Turnier musste sich die Auswahl Ungarns im weiteren Verlauf nach mehreren Niederlagen im Spiel um den siebten Rang gegen Norwegen behaupten und gewann das Spiel. Besser verliefen die Europameisterschaften 2015 in Lloret de Mar, wo sich die Mannschaft nach einem schwächeren Start steigern konnte und nach einem Sieg im Viertelfinale über Serbien erst im Halbfinale an Spanien und danach im Spiel um den dritten Rang an der Ukraine scheiterte. Bei den Weltmeisterschaften 2016 begann Ungarn das Turnier durchwachsen, nach der Vorrunde standen drei Siege, aber auch zwei Niederlagen zu Buche. Nachdem beide Spiele der Hauptrunde, darunter gegen die „Übermannschaft“ Brasilien, die bei den drei vorherigen Weltmeisterschaften den Titel gewonnen hatten, gewonnen wurden, zog Vizes mit seiner Mannschaft als Gruppendritter in die Halbfinals ein. Dort wurde im Shootout gegen Kroatien, den späteren Weltmeister, verloren. Auch das Spiel um den dritten Platz verloren die Ungarn im Shootout gegen Katar.
Die Europameisterschaften 2017 am Jarun-See in Zagreb verliefen ähnlich wie die zwei Jahre zuvor. Dieses Mal gelang Vizes mit seiner Mannschaft ein überaus guter Start mit sieben Siegen in den ersten sieben Spielen. Erst das letzte Hauptrundenspiel gegen Kroatien ging verloren. Nach einem Sieg über Dänemark im Viertelfinale wurde erneut das Halbfinale gegen Spanien und anschließend das Spiel um Rang drei gegen Kroatien verloren. Auch bei den World Games wenig später platzierten sich die ungarischen Männer auf dem vierten Rang. 

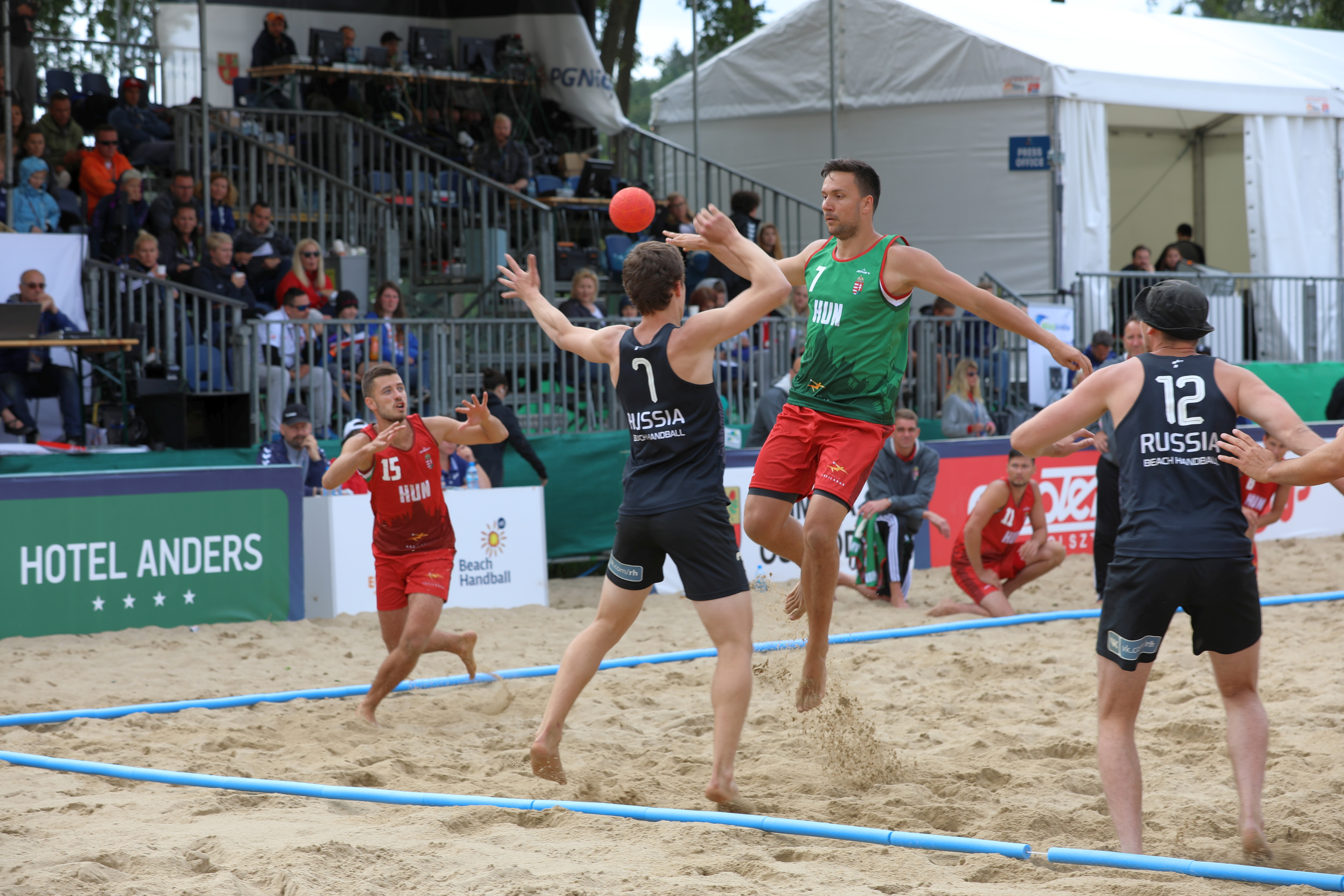
Vizes (Mitte, grün) spielt den Ball nach einem angetäuschten Wurf auf das russische Tor im Spiel um die Bronzemedaille der UM 2019 zu Norbert Gyene ab; vor ihm die russischen Verteidiger Jegor Kotschura (#7) und Jewgeni Swestula (#12)

Die Weltmeisterschaften 2018 wurde zu Vizes größtem internationalem Erfolg bis dahin. Nach zwei Siegen gegen Neuseeland und Vietnam wurde erst das letzte Spiel der Vorrundengruppe gegen Spanien verloren, damit zog Ungarn als Gruppenzweiter in die Hauptrunde ein. Dort wurde zunächst Uruguay im Shootout besiegt. Nach einer Niederlage gegen Kroatien wurde im letzten Spiel der Gruppenphase der Iran im Shootout geschlagen. Somit zog Ungarn als Dritter der Gruppe in das Viertelfinale, in dem Russland geschlagen wurde. Nach einer erneuten Niederlage im Halbfinale gegen Kroatien konnte Vizes mit Ungarn das Kleine Finale gegen Schweden klar gewinnen und die Bronzemedaille erringen. Bei den Europameisterschaften 2019 in Stare Jabłonki, Polen, konnten die Ungarn sich erneut gut platzieren. Nach sechs Siegen in der Vor- und Hauptrunde verlor Ungarn erneut erst das letzte der Hauptrundenspiele, erneut gegen Kroatien. Im Achtelfinale wurde Deutschland im Shootout besiegt. Wie bei den beiden Europameisterschaften zuvor wurde wieder im Halbfinale verloren, dieses Mal gegen Dänemark. Das Spiel um den dritten Rang gegen Russland konnte Vizes mit Ungarn mit 2:0 gewinnen.
National gewann Vizes auf Vereinsebene mit Hír-Sat BHC von 2015 bis 2019 fünfmal in Folge den Titel bei den ungarischen Meisterschaften, 2017 bis 2019 jeweils den ungarischen Pokalwettbewerb. International konnte er mit seinem Verein mehrfach am EHF Beach Handball Champions Cup teilnehmen. 2015 wurde er Elfter, 2016 Dritter und 2017 Vierter.

## Erfolge

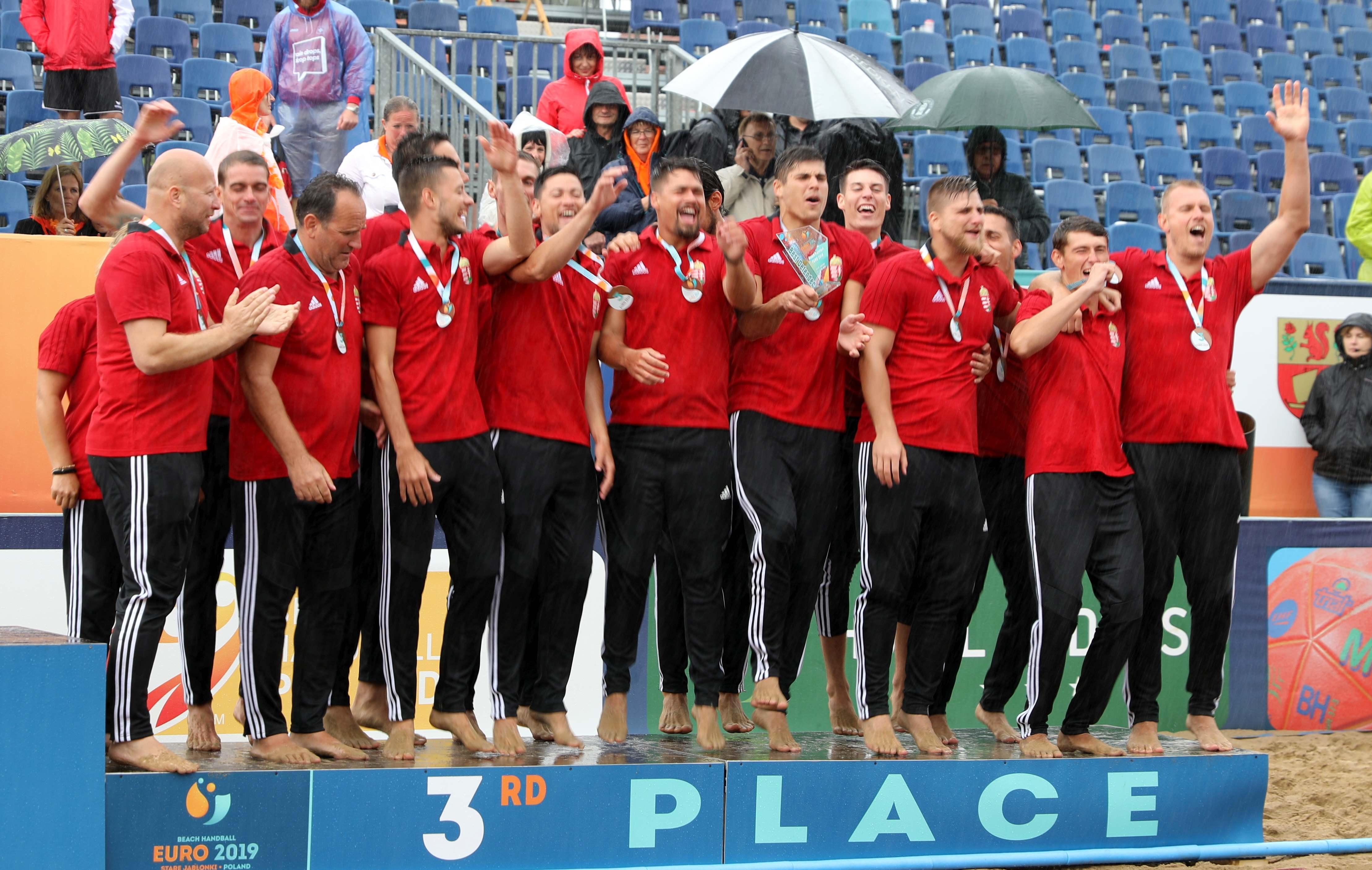
Die ungarische Mannschaft bei der Siegerehrung der Euro 2017

| World-Games - 2017 4. Beachhandball-Weltmeisterschaften - 2016 4. - 2018 Beachhandball-Europameisterschaften - 2015 4. - 2017 4. - 2019 | Ungarische Beachhandball-Meisterschaften - 2015 - 2016 - 2017 - 2018 - 2019 Ungarischer Beachhandball-Pokal - 2017 - 2018 - 2019 |

## Einzelbelege
1. ↑  Patrik Vizes - Rückraumspieler beim TV Möhlin! – TV Möhlin. Abgerufen am 13. Januar 2021.
2. ↑  Sydney Uni Handball Club. Abgerufen am 13. Januar 2021.
3. ↑  handball-world: THW Kiel startet mit Pflichtsieg über Sydney in den IHF Super Globe. Abgerufen am 13. Januar 2021.
4. ↑  Draußen heiß, drinnen seriös | THW Kiel - Die offizielle Website. Abgerufen am 13. Januar 2021.
5. ↑  European Handball Federation - 2014 Men's European Championship 20 / Final Tournament. Abgerufen am 13. Januar 2021 (englisch).
6. ↑  European Handball Federation - 2012 Men's ECh Beach Handball 18 / Final Tournament. Abgerufen am 19. November 2020 (englisch).
7. ↑  European Handball Federation - 2013 Men's ECh Beach Handball 19 / Final Tournament. Abgerufen am 17. November 2020 (englisch).
8. ↑  European Handball Federation - 2013 Men's ECh Beach Handball / Final Tournament. Abgerufen am 18. November 2020 (englisch).
9. ↑  European Handball Federation - 2015 Men's ECh Beach Handball / Final Tournament. Abgerufen am 18. November 2020 (englisch).
10. ↑  European Handball Federation - 2017 Men's ECh Beach Handball / Final Tournament. Abgerufen am 13. Januar 2021 (englisch).
11. ↑  Kings of the world | IHF. Abgerufen am 7. Januar 2021.
12. ↑  European Handball Federation - 2019 Men's ECh Beach Handball / Final Tournament. Abgerufen am 18. November 2020 (englisch).
13. ↑  kézitörténelem.hu. Abgerufen am 7. Januar 2021.
14. ↑  kézitörténelem.hu. Abgerufen am 13. Januar 2021.

| Personendaten    | Personendaten                                  |
| ---------------- | ---------------------------------------------- |
| NAME             | Vizes, Patrik                                  |
| ALTERNATIVNAMEN  | Patrik, Vizes (ungarisch)                      |
| KURZBESCHREIBUNG | ungarischer Handball- und Beachhandballspieler |
| GEBURTSDATUM     | 13. Januar 1994                                |
| GEBURTSORT       | Eger                                           |